# Lipomyces japonicus
Lipomyces japonicus är en svampart som beskrevs av Van der Walt, M.T. Sm., Y. Yamada & Nakase 1989. Lipomyces japonicus ingår i släktet Lipomyces och familjen Lipomycetaceae.   Inga underarter finns listade i Catalogue of Life.